# John Downman
John Downman (født 1750 i Ruabon, død 12. december 1824) var en engelsk maler.
Downman, der var elev af Benjamin West, har malet mange historiebilleder (mest i Wests manér), illustreret bøger med mere, men fornemmelig virket som portrætist. Han nød stort ry i samtiden; hans for hertugen af Richmond udførte suite af malede portrætter af adelsdamer og skuespillerinder udkom således 1785 i gengivelse (crayonstik i farvetryk ved Bartolozzi og hans elever). I Downmans bevarede skitsebøger findes mængder af akvarellerede blyants-, kul- og kridtstudier med portrætter, især af kvinder og børn, af den fineste individualisering og ypperlig teknik.